# Dabergotz
Dabergotz är en kommun och ort i Landkreis Ostprignitz-Ruppin i förbundslandet Brandenburg i Tyskland. 
Kommunen ingår i kommunalförbundet Amt Temnitz tillsammans med kommunerna Märkisch Linden, Storbeck-Frankendorf, Temnitzquell, Temnitztal och Walsleben.